# Bassa dels Castellars d'Espolla
La bassa dels Castellars d'Espolla és una petita bassa d'aigües temporals localitzada dins del recinte militar de Sant Climent Sescebes, en una zona de difícil accés (teòricament prohibit per la caiguda d'explosius, segons indiquen alguns
rètols).
La bassa té un diàmetre d'uns 20 m i està envoltada per una sureda i situada en una zona amb uns relleus rocosos molt característics (els "castellars"). A la bassa hi destaca la comunitat de creixenars amb glicèria i les gespes d'Isoetes. La bassa dels Castellars d'Espolla, té una estreta relació amb la resta de zones humides de l'Albera, però se'n diferencia
per la seva localització altitudinal més elevada. Aquest fet potser facilita la presència de la rara Ophioglossum azoricum, una espècie més pròpia de l'estatge montà. Malgrat la seva reduïda extensió, es tracta d'un espai de gran interès perquè és l'única localitat a Catalunya on s'ha trobat Ranunculus nodiflorus, una petita ranunculàcia que apareix en els mulladius d'isoetes. Pel fet de tractar-se d'un estany temporal mediterrani, constitueix l'hàbitat d'interès prioritari 3170* "Basses i tolls temporers mediterranis".La bassa dels Castellars d'Espolla està situada dins l'espai de la Xarxa Natura 2000 ES5120014 "L'Albera". No es detecten factors que estiguin afectant negativament l'espai, que es troba en molt bon estat de conservació.